# バリー・アンドリューズ

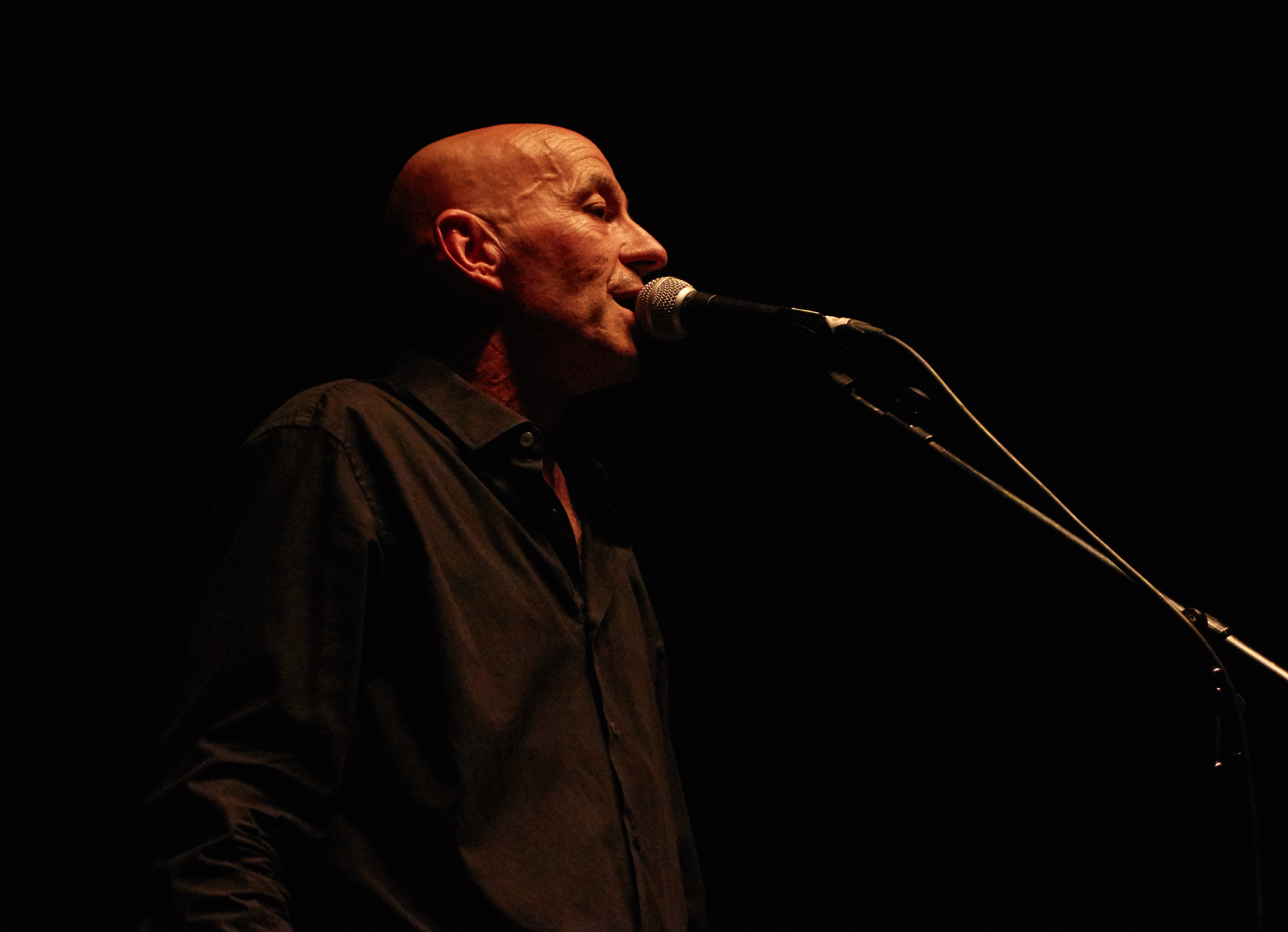
シュリークバックでパフォーマンスするバリー・アンドリューズ

バリー・アンドリューズ（Barry Andrews、1956年9月12日 - ）は、イングランドの歌手、ソングライター、ミュージシャン、キーボード奏者である。
1970年代後半から1980年にかけてXTCやリーグ・オブ・ジェントルメンのメンバーとして活動した後、シュリークバックを共同で結成した。ブライアン・イーノと幾つかのプロジェクトでコラボレーションしており、2005年のアルバム『アナザー・デイ・オン・アース』にキーボードでゲスト参加している。

## 略歴
1976年、アンディ・パートリッジとコリン・モールディングが結成したグループに参加。彼を迎えた同グループは名前をXTCに変更した。2枚のアルバムに参加後、1978年にXTCを脱退し、ソロ・キャリアを開始した。
XTC在籍中、トーキング・ヘッズのニューヨーク公演の前座を務めた彼の演奏ぶりを見たロバート・フリップ（ギター）に招かれ、アルバム『エクスポージャー』（1979年）の制作に参加した。イギー・ポップのアルバム『ソルジャー』（1980年）でデヴィッド・ボウイ、アイヴァン・クラール、グレン・マトロック、クラウス・クルーガーと共演した。
1980年3月、フリップが結成したリーグ・オブ・ジェントルメンにサラ・リー（ベース）らと参加した。彼等は同年12月までの約7か月間に渡ってヨーロッパと北米で広範囲にわたるツアーを行ってクラブや大学で演奏した後、1981年2月、アルバム"The League of Gentlemen"をフリップ名義で発表した。
また彼は「レストラン・フォー・ドッグズ (Restaurant for Dogs)」を率いた。1981年、元ギャング・オブ・フォーのベーシストであるデイヴ・アレンとシュリークバック（Shriekback）を結成した。
彼の最も注目すべきソロ曲は、1980年代半ばにBBCラジオ1でアン・ナイチンゲールのリクエスト・ショーにて放送された「Win a Night Out with a Well-Known Paranoiac」だった。このシングルのA面はロンドンのメリルボーンにある通りにちなんで名付けられた「Rossmore Road」である。
1980年代後半、彼はイルミナティ (Illuminati)というバンドのメンバーを務め、後にレフュージズ (The Refugees)や7evenと共演した。
近年、シュリークバックは本質的にソロ・プロジェクトとなり、彼は数枚のアルバムをリリースした。最近では「Malicious Damage」レーベルから『Life in the Loading Bay』（2010年）をリリースしている。

## 私生活
アンドリューズは、ミュージシャンであることに加えて彫刻家であり家具職人でもある。息子のフィン・アンドリューズは、ロンドンを拠点とするバンド、ザ・ヴェイルズのリードシンガー/ソングライターを務めている。

## ディスコグラフィ

### ソロ・アルバム
- Haunted Box of Switches (2003年)
- Mind Over Matter (2003年)
- Stic Basin (2005年)
- Contaminated Pop (2019年)
- Haunted Box Of Switches Vol. 2 (2020年)

### XTC
- 『ホワイト・ミュージック』 - White Music (1978年)
- 『ゴー 2』 - Go 2 (1978年)

### リーグ・オブ・ジェントルメン
- 『リーグ・オブ・ジェントルメン』 - The League of Gentlemen (1981年、EG/Polydor) ※ロバート・フリップ名義
- 『ゴッド・セイブ・ザ・キング』 - God Save the King (1985年、Editions EG) ※コンピレーション
- 『スラング・スラング・ゴジンブルクス』 - Thrang Thrang Gozinbulx (1996年、Discipline Records) ※ライブ

### シュリークバック
- Tench (1982年、Y) ※EP
- 『ケヤー』 - Care (1983年、Y)
- 『ジャム・サイエンス』 - Jam Science (1984年、Arista)
- 『OIL AND GOLD』 - Oil & Gold (1985年、Arista)
- 『ビッグ・ナイト・ミュージック』 - Big Night Music (1986年、Island)
- 『ゴー・バング!』 - Go Bang! (1988年、Island)
- Sacred City (1992年、World Domination/Capitol)
- Naked Apes and Pond Life (2000年、Mauve/Mushroom)
- Having a Moment (2003年)
- Cormorant (2005年)
- Glory Bumps (2007年)
- Life in the Loading Bay (2010年)
- Without Real String or Fish (2015年)
- Why Anything? Why This? (2018年)
- Some Kinds of Light (2019年)